# Platycoelia selanderi
Platycoelia selanderi är en skalbaggsart som beskrevs av Martinez 1994. Platycoelia selanderi ingår i släktet Platycoelia och familjen Rutelidae. Inga underarter finns listade i Catalogue of Life.